# Irlande aux Jeux olympiques d'été de 2016
L'Irlande participe aux Jeux olympiques d'été de 2016 à Rio de Janeiro au Brésil du 5 août au 21 août. Il s'agit de sa 21e participation à des Jeux d'été.

## Médaillés

### Médailles d’argent
| Sport                  | Discipline                  | Athlète(s)                    | Performance   | Date    |
| Médailles d’argent : 1 |                             |                               |               |         |
| Aviron                 | Deux de couple poids légers | Gary O'Donovan Paul O'Donovan | 6 min 31 s 23 | 12 août |
| Voile                  | Laser Radial femmes         | Annalise Murphy               |               | 16 août |

## Athlétisme
Hommes
Courses
| Athlète          | Épreuve      | Séries        | Séries  | Demi-finales  | Demi-finales | Finale          | Finale |
| Athlète          | Épreuve      | Temps         | Rang    | Temps         | Rang         | Temps           | Rang   |
| ---------------- | ------------ | ------------- | ------- | ------------- | ------------ | --------------- | ------ |
| Mark English     | 800 m        | 1 min 46 s 40 | 30e (Q) | 1 min 45 s 93 | 5e           | non qualifié    |        |
| Thomas Barr      | 400 m haies  | 48 s 93       | 2e      | 48 s 39       | 1er          | 47 s 97         | 4e     |
| Mick Clohisey    | Marathon     | NC            | NC      | NC            | NC           | 2 h 26 min 34 s | 104e   |
| Paul Pollock     | Marathon     | NC            | NC      | NC            | NC           | 2 h 16 min 24 s | 32e    |
| Kevin Seaward    | Marathon     | NC            | NC      | NC            | NC           |                 |        |
| Alex Wright      | 20 km marche | NC            | NC      | NC            | NC           | 1 h 25 min 25 s | 46e    |
| Robert Heffernan | 50 km marche | NC            | NC      | NC            | NC           | 3 h 43 min 55 s | 6e     |
| Brendan Boyce    | 50 km marche | NC            | NC      | NC            | NC           | 3 h 53 min 59 s | 19e    |
| Alex Wright      | 50 km marche | NC            | NC      | NC            | NC           | DNF             | /      |

Femmes
Courses
| Athlète             | Épreuve              | Séries  | Séries | Demi-Finales | Demi-Finales | Finale   | Finale   |
| Athlète             | Épreuve              | Temps   | Rang   | Temps        | Rang         | Temps    | Rang     |
| ------------------- | -------------------- | ------- | ------ | ------------ | ------------ | -------- | -------- |
| Ciara Everard       | 800 mètres           | 2:07.91 | 8e     | Éliminée     | Éliminée     | Éliminée | Éliminée |
| Fionnuala McCormack | Marathon             | NC      | NC     | NC           | NC           | 2:31:22  | 20e      |
| Lizzie Lee          | Marathon             | NC      | NC     | NC           | NC           | 2:39:57  | 57e      |
| Breege Connolly     | Marathon             | NC      | NC     | NC           | NC           | 2:44:41  | 76e      |
| Sara Louise Treacy  | 3 000 mètres steeple | 9:46.24 | 12e    | NC           | NC           | 9:52.70  | 17e      |
| Kerry O'Flaherty    | 3 000 mètres steeple | 9:45.35 | 14e    | NC           | NC           | Eliminé  | Eliminé  |
| Michelle Finn       | 3 000 mètres steeple | 9:49.45 | 11e    | NC           | NC           | Eliminé  | Eliminé  |

## Aviron
L'Irlande qualifie trois bateaux pour les régates olympique de Rio. Ces trois embarcations ont gagné leur qualification lors des championnats du monde d'aviron 2015 qui se sont déroulés en France au Lac d'Aiguebelette.
Les frères O'Donovan remportent la toute première médaille olympique de l'aviron irlandais.
Légende: FA = finale A (médaille) ; FB = finale B (pas de médaille) ; FC = finale C (pas de médaille) ; FD = finale D (pas de médaille) ; FE = finale E (pas de médaille) ; FF = finale F (pas de médaille) ; SA/B = demi-finales A/B ; SC/D = demi-finales C/D ; SE/F = demi-finales E/F ; QF = quarts de finale; R= repêchage
| Athlète                       | Compétition                        | Séries        | Séries | Repêchage | Repêchage | Quarts de finale | Quarts de finale | Demi-finales  | Demi-finales | Finale        | Finale                             |
| Athlète                       | Compétition                        | Temps         | Rang   | Temps     | Rang      | Temps            | Rang             | Temps         | Rang         | Temps         | Rang                               |
| ----------------------------- | ---------------------------------- | ------------- | ------ | --------- | --------- | ---------------- | ---------------- | ------------- | ------------ | ------------- | ---------------------------------- |
| Gary O'Donovan Paul O'Donovan | Deux de couple poids légers hommes | 6 min 23 s 72 | 1 SA/B | exempt    | exempt    | NC               | NC               | 6 min 35 s 70 | 3 FA         | 6 min 31 s 23 | Médaille d'argent, Jeux olympiques |
| Sanita Pušpure                | Skiff femmes                       | 9 min 11 s 45 | 2 QF   | exempt    | exempt    | 7 min 28 s 68    | 4 SC/D           | 7 min 53 s 48 | 1 FC         | 7 min 27 s 60 | 13                                 |
| Sinéad Lynch Claire Lambe     | Deux de couple poids légers femmes | 7 min 10 s 91 | 2 SA/B | exempt    | exempt    | NC               | NC               | 7 min 18 s 24 | 5 FA         | 7 min 13 s 09 | 6                                  |

## Badminton
| Athlète     | Compétition   | Phase de groupes               | Phase de groupes                         | Phase de groupes | Phase de groupes | 1/8e de finale                 | Quarts de finale | Demi-finales     | Finale           | Finale   |
| Athlète     | Compétition   | Adversaire Score               | Adversaire Score                         | Adversaire Score | Rang             | Adversaire Score               | Adversaire Score | Adversaire Score | Adversaire Score | Rang     |
| ----------- | ------------- | ------------------------------ | ---------------------------------------- | ---------------- | ---------------- | ------------------------------ | ---------------- | ---------------- | ---------------- | -------- |
| Scott Evans | Simple hommes | bat Zwiebler 9-21, 21-17, 21-7 | bat Coelho de Oliveira 21-8, 19-21, 21-8 | NC               | 1er Gr. K        | battu par Axelsen 16-21, 12-21 | Éliminé          | Éliminé          | Éliminé          | Éliminé  |
| Chloe Magee | Simple dames  | battue par Wang 7-21, 12-21    | battue par Schnaase 14-21, 19-21         | NC               | 3e Gr. P         | NC                             | Éliminée         | Éliminée         | Éliminée         | Éliminée |

## Boxe anglaise
| Athlète          | Catégorie           | 1/16e de finale     | 1/8e de finale      | Quart de finale     | Demi finale         | Finale              | Finale |
| Athlète          | Catégorie           | Adversaire Résultat | Adversaire Résultat | Adversaire Résultat | Adversaire Résultat | Adversaire Résultat | Rang   |
| ---------------- | ------------------- | ------------------- | ------------------- | ------------------- | ------------------- | ------------------- | ------ |
| Paddy Barnes     | Mi-mouches (-49 kg) |                     |                     |                     |                     |                     |        |
| Brendan Irvine   | Mouches(-52 kg)     |                     |                     |                     |                     |                     |        |
| Michael Conlan   | Coqs (-56 kg)       |                     |                     |                     |                     |                     |        |
| David Joyce      | Légers (-60 kg)     |                     |                     |                     |                     |                     |        |
| Steven Donnelly  | Welters (-69 kg)    |                     |                     |                     |                     |                     |        |
| Michael O'Reilly | Moyens (-75 kg)     |                     |                     |                     |                     |                     |        |
| Joe Ward         | Mi-lourds (-81 kg)  |                     |                     |                     |                     |                     |        |

Femmes
| Athlète      | Catégorie       | 1/8e de finale            | Quart de finale     | Demi finale         | Finale              | Finale |
| Athlète      | Catégorie       | Adversaire Résultat       | Adversaire Résultat | Adversaire Résultat | Adversaire Résultat | Rang   |
| ------------ | --------------- | ------------------------- | ------------------- | ------------------- | ------------------- | ------ |
| Katie Taylor | Légers (-60 kg) | Mira Potkonen 1-2 défaite | éliminée            |                     |                     |        |

## Cyclisme

### Cyclisme sur route
| Athlète       | Compétition            | Temps           | Rang |
| ------------- | ---------------------- | --------------- | ---- |
| Nicolas Roche | Course en ligne hommes | 6 h 19 min 43 s | 29e  |
| Dan Martin    | Course en ligne hommes | 6 h 13 min 03 s | 13e  |

### Cyclisme sur piste
Keirin
| Athlète          | Compétition   | 1er tour | Repêchage | 2e tour | Finale |
| Athlète          | Compétition   | Rang     | Rang      | Rang    | Rang   |
| ---------------- | ------------- | -------- | --------- | ------- | ------ |
| Shannon McCurley | Keirin femmes |          |           |         |        |

## Hockey sur gazon
L'équipe d'Irlande de hockey sur gazon gagne sa place pour les Jeux via la Ligue mondiale de hockey sur gazon masculin 2014-2015.

## Natation
| Athlète        | Épreuve      | Séries        | Séries | Demi-finales | Demi-finales | Finale  | Finale  |
| Athlète        | Épreuve      | Temps         | Rang   | Temps        | Rang         | Temps   | Rang    |
| -------------- | ------------ | ------------- | ------ | ------------ | ------------ | ------- | ------- |
| Nicholas Quinn | 100 m brasse | 1 min 01 s 29 | 33e    | Éliminé      | Éliminé      | Éliminé | Éliminé |

## Voile
L'Irlande qualifie 6 marins pour Rio.
| Athlète                   | Compétition | Régate 1 | Régate 2 | Régate 3 | Régate 4 | Régate 5 | Régate 6 | Régate 7 | Régate 8 | Régate 9 | Régate 10 | Régate 11 | Régate 12 | Total net | Total net | Medal Race | Total | Rang |
| Athlète                   | Compétition | Score    | Score    | Score    | Score    | Score    | Score    | Score    | Score    | Score    | Score     | Score     | Score     | Score     | Rang      | Score      | Total | Rang |
| ------------------------- | ----------- | -------- | -------- | -------- | -------- | -------- | -------- | -------- | -------- | -------- | --------- | --------- | --------- | --------- | --------- | ---------- | ----- | ---- |
| Finn Lynch                | Laser       |          |          |          |          |          |          |          |          |          |           |           |           |           |           |            |       |      |
| Matt McGovern Ryan Seaton | 49er        |          |          |          |          |          |          |          |          |          |           |           |           |           |           |            |       |      |

| Athlète                      | Compétition  | Régate 1 | Régate 2 | Régate 3 | Régate 4 | Régate 5 | Régate 6 | Régate 7 | Régate 8 | Régate 9 | Régate 10 | Régate 11 | Régate 12 | Total net | Total net | Medal Race | Total  | Rang |
| Athlète                      | Compétition  | Score    | Score    | Score    | Score    | Score    | Score    | Score    | Score    | Score    | Score     | Score     | Score     | Score     | Rang      | Score      | Total  | Rang |
| ---------------------------- | ------------ | -------- | -------- | -------- | -------- | -------- | -------- | -------- | -------- | -------- | --------- | --------- | --------- | --------- | --------- | ---------- | ------ | ---- |
| Annalise Murphy              | Laser Radial | 1        | 13       | 4        | 7        | 5        | 2        | 18       | 12       | 6        | 7         | NC        | NC        | 57 s 0    | 3         | 10 s 0     | 67 s 0 | 2    |
| Andrea Brewster Saskia Tidey | 49er FX      |          |          |          |          |          |          |          |          |          |           |           |           |           |           |            |        |      |